# Гаспе (город)
Гаспе (фр. Gaspé) — город в Канаде, в провинции Квебек. Административный центр и наибольший населённый пункт квебекской области Гаспези — Острова Мадлен.
Расположен на востоке провинции на одноимённом полуострове на берегу Атлантического океана.
Население — 15 102 человек (2007), в основном, франкоканадцы.

## История
Название происходит от индейского названия Honguedo, означающее «место встречи». Гаспе претендует на звание «Колыбель французского Америки». 24 июня 1534 в районе современного города Гаспе впервые высадился на американскую землю французский мореплаватель Жак Картье. Именно здесь он установил огромный крест, объявив окружающую землю собственностью французского короля.
После заключения Парижского мирного договора в 1763 году, британские офицеры и солдаты приобрели за бесценок землю в Гаспе. В 1784 году к ним присоединились многие поселенцы-лоялисты. С тех пор Гаспе стал важным торговым центр рыболовства, особенно, трески. В 1804 году здесь открылось первое почтовое отделение.
Статус муниципалитета получил в 1855 году. С 1861 по 1866 порт Гаспе пользовался правом порто-франко, что сделало судоходство основной статьей дохода города. В 1911 году была построена железная дорога.
В 1959 году Гаспе получил статус города. В 1971 году город был значительно расширен, в его состав были включены 11 окружающих населённых пунктов.
Порт Гаспе функционирует круглогодично, имеет двусторонний причал; первый длиной — 175 метров, с глубиной 8 м, и второй — 180 м с глубиной — 10 м.
Одна из главных достопримечательностей Гаспе для туристов — ловля лосося в летний сезон.

## Города-партнёры
- Пуэрто-Монт — Чили
- Сен-Мало — Франция

## Персоналии
- О'Лири, Майкл — канадский журналист, член Сената Канады.
- Рэдли-Уолтерс, Сидней Валпи — канадский офицер, мастер танкового боя в годы Второй мировой войны.